# Đồng(I) phosphide
Đồng(I) phosphide là một hợp chất vô cơ, có thành phần cấu tạo gồm hai nguyên tố phosphor và đồng, có công thức hóa học được quy định là Cu3P. Ngoài ra, trong Anh ngữ, nó còn mang nhiều cái tên khác nhau như:copper(I) phosphide, cuprous phosphide, cuprophosphorus và phosphor copper. Hợp chất này không có phản ứng với nước.
Đồng(I) phosphide có vai trò khá quan trọng trong các hợp kim của đồng, hợp chất này là chất tẩy uế rất tốt của đồng. Hợp chất này có thể được sản xuất trong lò phản ứng hoặc trong một nồi nung, ví dụ: bởi một phản ứng của phosphor đỏ với một vật liệu giàu nguyên tố đồng. Ngoài ra, nó cũng có thể được điều chế bằng phương pháp quang hóa, bằng cách chiếu xạ đồng(II) hypophotphit với tia cực tím. Khi bị chiếu ánh sáng cực tím, đồng phosphide phát ra huỳnh quang.
Một màng đồng phosphor màu xanh đen tạo thành phosphor trắng khi trở thành dung dịch muối đồng; các  dấu vết chứa phosphor do đó phải được rửa bằng dung dịch đồng(II) sunfat 1%. Các hạt hợp chất này này sau đó có thể dễ dàng loại bỏ, được sự trợ giúp từ nguyên lý phát ra huỳnh quang của chúng. Việc hình thành lớp bảo vệ bằng hợp chất đồng(I) phosphide cũng được sử dụng trong trường hợp ăn phải phosphor, khi rửa dạ dày bằng đồng(II) sunfat được sử dụng như một phần của phương pháp chữa bệnh.